# Adrian Webster
Adrian Webster (Colchester, 6 novembre 1951 – 8 novembre 2023) è stato un calciatore inglese, di ruolo difensore.

## Biografia
Con l'allora compagno di squadra Tony Chursky ha pubblicato nel 2019 il libro "Sounders Together, Friends Forever", in cui ripercorre con storie e aneddoti la loro amicizia ed i primi anni dei Sounders.
Webster è morto nel 2023 per complicazioni della SLA.

## Carriera

### Calciatore
Webster iniziò la carriera in patria militando nel Colchester Utd e nell'Hillingdon Town.
Nel 1972 si trasferì in Canada per giocare nei Vancouver Spartans, squadra militante nelle leghe dilettantistiche della Columbia Britannica.
Nel 1974, grazie all'interessamento del suo connazionale Bobby Cram, si spostò negli Stati Uniti d'America per giocare con la neonata franchigia NASL dei Seattle Sounders. Militerà nei Sounders sino al 1979, ottenendo come miglior risultato il raggiungimento della finale, giocata da titolare, nella North American Soccer League 1977, persa contro i N.Y. Cosmos.
Contemporaneamente e successivamente al calcio Webster si dedicò anche all'indoor soccer. 

### Allenatore
Lasciato il calcio giocato divenne allenatore dei Phoenix Inferno, club di indoor soccer in cui aveva chiuso la carriera agonistica. Dal 1989 al 1990 ha allenato gli Arizona Condors, che allenò nella Western Soccer League e nella American Professional Soccer League.
Webster si prodigò nello sviluppo calcistico giovanile statunitense prima di tornare in patria, continuando ad allenare e collaborando anche con il suo primo club, il Colchester Utd.